# Воллінгфорд (переписна місцевість, Вермонт)
Воллінгфорд (англ. Wallingford) — переписна місцевість (CDP) в США, в окрузі Ратленд штату Вермонт. Населення — 818 осіб (2020).

## Географія
Воллінгфорд розташований за координатами 43°28′21″ пн. ш. 72°57′56″ зх. д. / 43.47250° пн. ш. 72.96556° зх. д. (43.472499, -72.965620).  За даними Бюро перепису населення США в 2010 році переписна місцевість мала площу 4,34 км², з яких 4,31 км² — суходіл та 0,04 км² — водойми.

## Демографія
Згідно з переписом 2010 року, у переписній місцевості мешкало 830 осіб у 362 домогосподарствах у складі 242 родин. Густота населення становила 191 особа/км².  Було 396 помешкань (91/км²).
Расовий склад населення:
| - 98,8 % — білих - 0,2 % — азіатів |

До двох чи більше рас належало 1,0 %. Частка іспаномовних становила 1,0 % від усіх жителів.
За віковим діапазоном населення розподілялося таким чином: 19,9 % — особи молодші 18 років, 60,0 % — особи у віці 18—64 років, 20,1 % — особи у віці 65 років та старші. Медіана віку мешканця становила 47,8 року. На 100 осіб жіночої статі у переписній місцевості припадало 91,2 чоловіків;  на 100 жінок у віці від 18 років та старших — 89,5 чоловіків також старших 18 років.
Середній дохід на одне домашнє господарство  становив 56 033 долари США (медіана — 51 563), а середній дохід на одну сім'ю — 68 025 доларів (медіана — 54 000). Медіана доходів становила 44 750 доларів для чоловіків та 36 094 долари для жінок. За межею бідності перебувало 13,1 % осіб, у тому числі 0,0 % дітей у віці до 18 років та 4,7 % осіб у віці 65 років та старших.
Цивільне працевлаштоване населення становило 374 особи. Основні галузі зайнятості: освіта, охорона здоров'я та соціальна допомога — 34,2 %, роздрібна торгівля — 27,0 %, будівництво — 10,7 %, оптова торгівля — 6,4 %.